# 1629 v. Chr.
Portal Geschichte | Portal Biografien | Aktuelle Ereignisse | Jahreskalender | Tagesartikel

◄ |
18. Jahrhundert v. Chr. |
17. Jahrhundert v. Chr. |
16. Jahrhundert v. Chr. |
►

1610er v. Chr. |
1600er v. Chr. |
►

1629 v. Chr. |
1628 v. Chr. |
1627 v. Chr. |
1626 v. Chr. |
► |
►►

## Ereignisse

### Babylonien
- Im babylonischen Kalender fällt das babylonische Neujahr des 1. Nisannu auf den 9.–10. März[1], der Vollmond im Nisannu auf den 21.–22. März[1] (Frühlingsbeginn), der 1. Ululu II auf den 1.–2. September,[1] der 1. Tašritu auf den 1.–2. Oktober[1] und der 1. Araḫsamna auf den 30.–31. Oktober.[1]
- Möglicher Beginn des 2. Regierungsjahres (1629–1628 v. Chr.) von Ammi-saduqa (mittlere Chronologie III):
  - Die Venus verschwand im Osten am 21. Araḫsamna.
  - Venusaufgang am 20. November (21. Araḫsamna: 19.–20. November) gegen 6:27 Uhr; Sonnenaufgang gegen 6:45 Uhr.[1]